# Ланкастер (Мисури)
Ланкастер (енгл. Lancaster) град је у америчкој савезној држави Мисури.

## Демографија
По попису из 2010. године број становника је 728, што је 9 (-1,2%) становника мање него 2000. године.
| Група             | 2000.       | 2010.       |
| Белци             | 732 (99,3%) | 714 (98,1%) |
| Афроамериканци    | 0 (0,0%)    | 0 (0,0%)    |
| Азијати           | 0 (0,0%)    | 4 (0,5%)    |
| Хиспаноамериканци | 3 (0,4%)    | 5 (0,7%)    |
| Укупно            | 737         | 728         |